# Coptommatini
Coptommatini son una  tribu de coleópteros polífagos crisomeloideos de la familia Cerambycidae. Comprende un solo género Coptomma, con las siguientes especies.

## Especies
- Coptomma douei (Lucas, 1863)
- Coptomma lineatum (Fabricius, 1775)
- Coptomma marrisi Song & Wang, 2003
- Coptomma neglectum (Broun, 1880)
- Coptomma sticticum (Broun, 1893)
- Coptomma sulcatum (Fabricius, 1775)
- Coptomma variegatum (Fabricius, 1775)